# Renabakkene
Renabakkene – kompleks skoczni narciarskich w norweskiej miejscowości Rena.
Punkt konstrukcyjny dużej skoczni to 124 m, a HS to 139 m. Skocznia ta jest jednym z największych dużych obiektów w Norwegii. Na skoczni organizowane są zawody m.in. Pucharu Kontynentalnego. Właśnie podczas tych zawodów w 2023 roku Fredrik Villumstad ustanowił nowy rekord skoczni, który wynosi 148,5 m.
Zaraz obok skoczni znajduje się mniejszy obiekt K99. W mieście znajdują się także inne obiekty: K40, K25 oraz najmniejszy K15.